# Amran
Pour les articles homonymes, voir Amran (homonymie).
Amran (en arabe : عمران) est une petite ville située à l'ouest du Yémen, à 53 km au nord de la capitale Sana'a'. C'est la capitale du gouvernorat d'Amran.
Selon le recensement de 2004 (ar), la population est de 76 863 habitants, et est estimée à 92 763 en 2013.
Depuis le 9 juillet 2014, la ville est occupée par les Houthis. 